# Brides
Pour plus de détails, voir Fiche technique et Distribution.
Brides (en anglais : Brides, en géorgien : Patardzlebi et en français : Les Mariées) est un film franco-géorgien sorti en 2014, réalisé par la Tinatin Kajrishvili et produit par Gemini, Millimeter Films et Adastra films.
Dans son premier long métrage, Tinatin Kajrishvili met en lumière la vie quotidienne d’une femme dont le compagnon est emprisonné. Le film traite de la dignité humaine et de la réalité du système judiciaire en Géorgie.
La première projection du film a eu lieu au 64e festival international du film de Berlin dans la section Panorama, où il reçoit le 3e Prix du Public – Film de Fiction 2014. Il a depuis été sélectionné dans la compétition officielle (World Narrative Competition) du Festival du film de Tribeca 2014. L'actrice principale, Mari Kitia, a par ailleurs reçu le Prix Spécial du Jury de la meilleure actrice pour son interprétation au Festival du Film de Sarajevo, et le film a reçu 3 récompenses au Festival du Film Scarborough Worldwide, dont le Prix d'Excellence pour la réalisation.
Le film a été soutenu dans sa création par le Centre national du film géorgien et le CNC.

## Synopsis
Nutsa, une jeune maman, vit avec ses deux enfants dans une banlieue de Tbilissi en Géorgie. Son compagnon, Goga n’est pas avec eux ; il est en prison. Ils décident de se marier afin qu’elle puisse lui rendre visite une fois par mois au parloir, et lui parler à travers une vitre. La cérémonie est rapide, et se déroule dans une ambiance pesante. Rapidement, une routine s’installe : Goga à l’intérieur, elle à l’extérieur avec les enfants.

## Fiche technique
- Titre : Brides, Les Mariées
- Titre original : Patardzlebi
- Réalisation : Tinatin Kajrishvili
- Scénario : Tinatin Kajrishvili
- Production : Tinatin Kajrishvili, Sébastien Aubert, Suliko Tsulukidze, Lasha Khalvashi
- Sociétés de production : Gemini, Adastra films et Millimeter Films
- Musique : Rim Laurens[9]
- Photographie : Goga Devdariani
- Montage : David Guiraud
- Vendeur International : Gemini
- Pays :  Géorgie,  France
- Langue : géorgien
- Lieu de tournage : Tbilissi, Géorgie
- Genre :  drame
- Durée : 94 min (1 h 34)
- Dates de sortie : 2014

## Distribution
- Mari Kitia
- Giorgi Maskharashvili
- Giorgi Makharadze
- Darejan Khachidze
- Tamar Mamulashvili
- Anuka Grigolia

## Distinctions

### Nominations et sélections
Prix :
- Berlinale 2014 : sélection « Panorama » (Allemagne)

Troisième Prix du Public
- Festival du film de Sarajevo (Bosnie-Herzégovine)[réf. nécessaire]

Prix Spécial du Jury
HEART OF SARAJEVO de meilleure actrice pour Mari Kitia
- Batumi Summer Theater Film Festival (Géorgie)

Prix Spécial du Jury
- Festival du Film Scarborough Worldwide (Canada)

Prix du Public
Prix d'Excellence pour la réalisation
Prix d'Excellence pour l'accomplissement cinématographique
Sélections :
- Berlinale 2014 - Section Panorama (Allemagne) - 2014
- Festival du film de Tribeca 2014 (États-Unis)
- Semaine Internationale de la Critique du Caire
- Mooov International Film Festival (Belgique) - 2014
- Festival international du cinéma indépendant Off Plus Camera (Pologne) - 2014
- Festival international du film de Busan (Corée du Sud) - 2014
- Five Lakes Film Festival (Allemagne) - 2014
- Milano Film Festival (Italie) - 2014
- Festival du film de Londres (Royaume-Uni) - 2014
- Festival du film de Sarajevo (Sarajevo) - 2014
- Festival international du film de Rio de Janeiro (Brésil) - 2014
- Festival international du film de Stockholm (Suède) - 2014
- Romania International Film Festival (Roumanie) - 2015
- Festival du Film de Cabourg (France) - 2015
- Vox Feminae Film Festival (Croatie) - 2015
- Women in Film, Los Angeles (États-Unis) - 2016
- Festival international du film de Vancouver (Canada) - 2016